# Pierre-Jean Larroque
Pierre-Jean Larroque est un costumier français.

## Filmographie
- 1989 : Tolérance de Pierre-Henri Salfati
- 1990 : Cyrano de Bergerac de Jean-Paul Rappeneau (assistant)
- 1992 : Conte d'hiver d'Éric Rohmer
- 1996 : Le Bel Été 1914 de Christian de Chalonge
- 1997 : Le Comédien de Christian de Chalonge
- 1998 : Lautrec de Roger Planchon
- 2000 : La Passion Schliemann (TV) de Bruno Gantillon
- 2000 : La Parenthèse enchantée de Michel Spinosa
- 2001 : L'Anglaise et le Duc d'Éric Rohmer
- 2002 : Napoléon (feuilleton TV) de Yves Simoneau
- 2002 : Ruy Blas (TV) de Jacques Weber
- 2004 : Triple Agent d'Éric Rohmer
- 2004 : Arsène Lupin de Jean-Paul Salomé
- 2005 : D'Artagnan et les Trois Mousquetaires de Pierre Aknine
- 2007 : Molière de Laurent Tirard
- 2007 : Les Amours d'Astrée et de Céladon d'Éric Rohmer
- 2008 : Les Femmes de l'ombre de Jean-Paul Salomé
- 2014 : Les Vacances du petit Nicolas de Laurent Tirard
- 2015 : Marguerite de Xavier Giannoli
- 2016 : Les Visiteurs : La Révolution de Jean-Marie Poiré
- 2017 : Un sac de billes de Christian Duguay
- 2017 : Knock de Lorraine Lévy
- 2018 : Mademoiselle de Joncquières de Emmanuel Mouret
- 2021 : Benedetta de Paul Verhoeven
- 2021 : Illusions perdues de Xavier Giannoli
- 2021 : Le Trésor du Petit Nicolas de Julien Rappeneau
- 2022 : Couleurs de l'incendie de Clovis Cornillac
- 2022 : Tirailleurs de Mathieu Vadepied
- 2024 : Ni chaînes ni maîtres de Simon Moutaïrou :

## Distinctions

### Récompenses
- César 1999 : César des meilleurs costumes pour Lautrec
- Emmy 2003 : Emmy award des meilleurs costumes pour Napoléon[1]
- César 2016 : César des meilleurs costumes pour Marguerite
- César 2019 : César des meilleurs costumes pour Mademoiselle de Joncquières
- César 2022 : César des meilleurs costumes pour Illusions perdues

### Nominations
- César 2002 : César des meilleurs costumes pour L'Anglaise et le Duc
- César 2005 : César des meilleurs costumes pour Arsène Lupin
- César 2007 : César des meilleurs costumes pour Les Brigades du Tigre
- César 2008 : César des meilleurs costumes pour Molière
- César 2009 : César des meilleurs costumes pour Les Femmes de l'ombre
- César 2023 : César des meilleurs costumes pour Couleurs de l'incendie